# Der Gigant
Der Gigant (Originaltitel: An Eye for an Eye) ist ein US-amerikanischer Actionfilm von Regisseur Steve Carver aus dem Jahr 1981 mit Chuck Norris in der Hauptrolle des Sean Kane.

## Handlung
Sean Kane und dessen Freund Dave „David“ Pierce sind als Polizisten in San Francisco in einem geheimen Auftrag hinter einem Rauschgiftring her. Als sie durch Verrat von McCoy, eines Polizisten aus ihrer Abteilung, in einen Hinterhalt geraten, wird auf sie geschossen, wobei Dave schwer verwundet, von einem Auto eingequetscht wird und stirbt. Kane kann einen der Gangster bei deren Flucht erschießen. Einen zweiten verfolgt er in ein Gebäude und stellt ihn in einem Zimmer. Er versucht von diesem zu erfahren, wer in dem Wagen gesessen hat. Der Gangster redet nicht, greift Kane jedoch mit einem Messer an, worauf dieser ihm einen Faustschlag versetzt und der Angreifer dadurch aus dem Fenster auf die Straße stürzt und stirbt. Nachdem Kane aufgrund der fehlgeschlagenen Operation von seinem Chef gerügt wird, quittiert er den Dienst bei der Polizei.
Die Witwe von Dave, die Fernsehreporterin Linda Chan, will alles über die Leute erfahren die ihn umgebracht haben. Linda recherchiert und ruft Kane an, als sie in der U-Bahn von Gangstern verfolgt wird. Sie hatte einen Hinweis auf die Mörder gefunden. Sie flüchtet nach Hause und ruft von dort nochmals Kane an, als die Gangster die Tür aufbrechen. Als Kane ihr Apartment erreicht, ist Linda jedoch bereits durch den von den Gangstern Professor genannten „Giganten“ getötet worden.
Gemeinsam mit seinem Freund und Kampfkunstmeister James Chan, welcher Lindas Vater ist, und Heather Sullivan, einer Freundin und Kollegin Lindas, in die Kane sich verliebt, beginnt er gegen die Drogengangster zu ermitteln. Heather findet den Beweis, den Linda hinterlassen hat, und hört in der Fernsehanstalt das gefundene Band an. Der Chef des TV-Senders, Morgan Canfield, ist jedoch der Chef des Rauschgiftringes welcher Heather daraufhin festhält. Kane, der seinen Anrufbeantworter abhört auf dem ihm Heather mitteilt, das sie zur Sendeanstalt gefahren ist, und er auch dorthin kommen soll, setzt sich dorthin in Bewegung. Im Eingangsbereich des Sendegebäudes wird er schon von seinem ehemaligen Kollegen McCoy erwartet. Nachdem beide im Büro von Canfield angekommen sind, stellt sich heraus, dass McCoy der Verräter ist. Canfield will Kane nun durch seine Gangster beseitigen lassen und entführt Heather auf sein Anwesen. Nachdem Kane hinterrücks niedergeschlagen wurde, rettet ihn sein Freund Chan, der ihm unauffällig gefolgt ist, nachdem er Kane mit McCoy in der Eingangshalle des Senders gesehen hatte, wo Chan noch einige persönliche Sachen von der getöteten Linda beim Sender abholen wollte. Kane folgt den Gangstern auf das Dach des Gebäudes, wo diese gerade mit einem Helikopter davon fliegen. Nur McCoy bleibt zurück und versucht Kane zu erschießen. McCoy gelingt dies aber nicht, und er kommt stattdessen selber um, indem er durch eine Arbeitsbühne zerquetscht wird. Kane und Chan fahren nun ebenfalls zum Anwesen von Canfield und schleichen sich dort ein. Es gelingt ihnen schließlich, Canfield und die übrigen Gangster mithilfe der hinzukommenden Polizei in dessen Villa festzunehmen, nachdem Kane den ebenfalls dort anwesenden „Giganten“, den er als Lindas Mörder identifiziert, im Zweikampf besiegt hat.

## Hintergrund
Die Produktionskosten beliefen sich auf rund 4,5 Millionen US-Dollar.
Die Dreharbeiten fanden von Januar bis Anfang Februar 1981 in San Francisco statt. An den US-amerikanischen Kinokassen spielte der Film rund 8 Millionen US-Dollar ein.
Regisseur Steve Carver drehte 1983 McQuade, der Wolf, der erneut Chuck Norris in einer Hauptrolle zeigte.
Obwohl Der Gigant kein erfolgreicher Film war, folgten noch einige weitere nach ähnlichem Handlungsschema: Ein Polizist gegen die Mafia und die eigenen korrupten Kollegen. In den meisten dieser Filme spielt Steven Seagal in der Hauptrolle, darunter in Deadly Revenge – Das Brooklyn-Massaker, in dem er sich für die Ermordung an seinem Partner mit einer Drogenbande anlegt. Auch in Black Rain mit Michael Douglas wird ein ähnliches Handlungsmuster verwendet, wobei hier Einflüsse des Kriminalfilms spürbar sind. Weiterhin entstanden Filme wie Exit Wounds – Die Copjäger, Nico oder Street Kings mit Keanu Reeves. Der Gigant enthält zudem Elemente, die in Walker, Texas Ranger mit Chuck Norris verwendet werden.

## Kritik
„Eine ermüdende Abfolge von Keilereien. Gigantisches Gekloppe ohne Sinn und Verstand“

## Belege
1. ↑  Tobias Hohmann: Norris, Hille 2013, S. 103.
2. ↑  Tobias Hohmann: Norris, S. 105f.
3. ↑  Der Gigant. In: cinema. Abgerufen am 21. März 2022.